# Piotr Burczyński
Piotr Burczyński (né le 21 juin 1947 à Kariszewice en Pologne) est un pilote de char à glace polonais. Il est le père de Michał Burczyński.

## Palmarès

### Championnats du monde
- Médaille d'or en 1979 au Lac Champlain,  États-Unis
- Médaille de bronze en 1981 à Hamilto Bay,  Canada
- Médaille d'argent en 1983 à Trenton,  États-Unis
- Médaille d'argent en 1988 à Leningrad,  Union soviétique
- Médaille d'argent en 1995 à Montréal,  Canada
- Médaille de bronze en 1998 à Jakobstad,  Finlande

### Championnats d'Europe
- Médaille d'or en 1977
- Médaille d'argent en 1982
- Médaille d'argent en 1983
- Médaille de bronze en 1984
- Médaille de bronze en 1985
- Médaille d'argent en 1987
- Médaille d'or en 1988
- Médaille d'or en 1989

## Décorations
Croix de chevalier de l'ordre Polonia Restituta.